# Veronica fargesii
Veronica fargesii är en grobladsväxtart som beskrevs av Adrien René Franchet. Veronica fargesii ingår i släktet veronikor, och familjen grobladsväxter. Inga underarter finns listade i Catalogue of Life.